# Nikołaj Cziżewski
Nikołaj Piotrowicz Cziżewski (ur. 8 kwietnia 1873 w Kazaniu, zm. 22 kwietnia 1952 w Moskwie) – rosyjski metalurg i metaloznawca.
Od 1910 profesor Instytutu Technologicznego w Tomsku, od 1923 Akademii Górniczej i Instytutu Stali w Moskwie, od 1935 – Instytutu Kopalin Palnych Akademii Nauk ZSRR. Od 1939 członek Akademii Nauk ZSRR. W latach 1910 – 1914 zbadał wpływ zawartości azotu, węgla, manganu, krzemu oraz innych dodatków stopowych na właściwości stali, w 1914 opracował proces wytopu stali w próżni.
Pochowany na Cmentarzu Nowodziewiczym w Moskwie.